# Kleine spinnenjager
De kleine spinnenjager (Arachnothera longirostra) is een zangvogel uit de familie van de honingzuigers. De soort komt voor in een groot gebied in India, Indochina en de Indische Archipel.

## Kenmerken
De kleine spinnenjager is een vogel van 16 cm lengte. Hij lijkt sterk op de diksnavelspinnenjager. Beide soorten zijn ongeveer even groot en vrij egaal olijfgroen, van boven donkerder en lichter op de borst en buik. De kleine spinnenjager heeft wat meer tekening op de kop, een donkere baardstreep en een licht gekleurde keel. Verder zijn er op de korte staart kleine witte vlekken op de eindrand. In streken waar beide soorten voorkomen, is de kleine spinnenjager het meest algemeen.

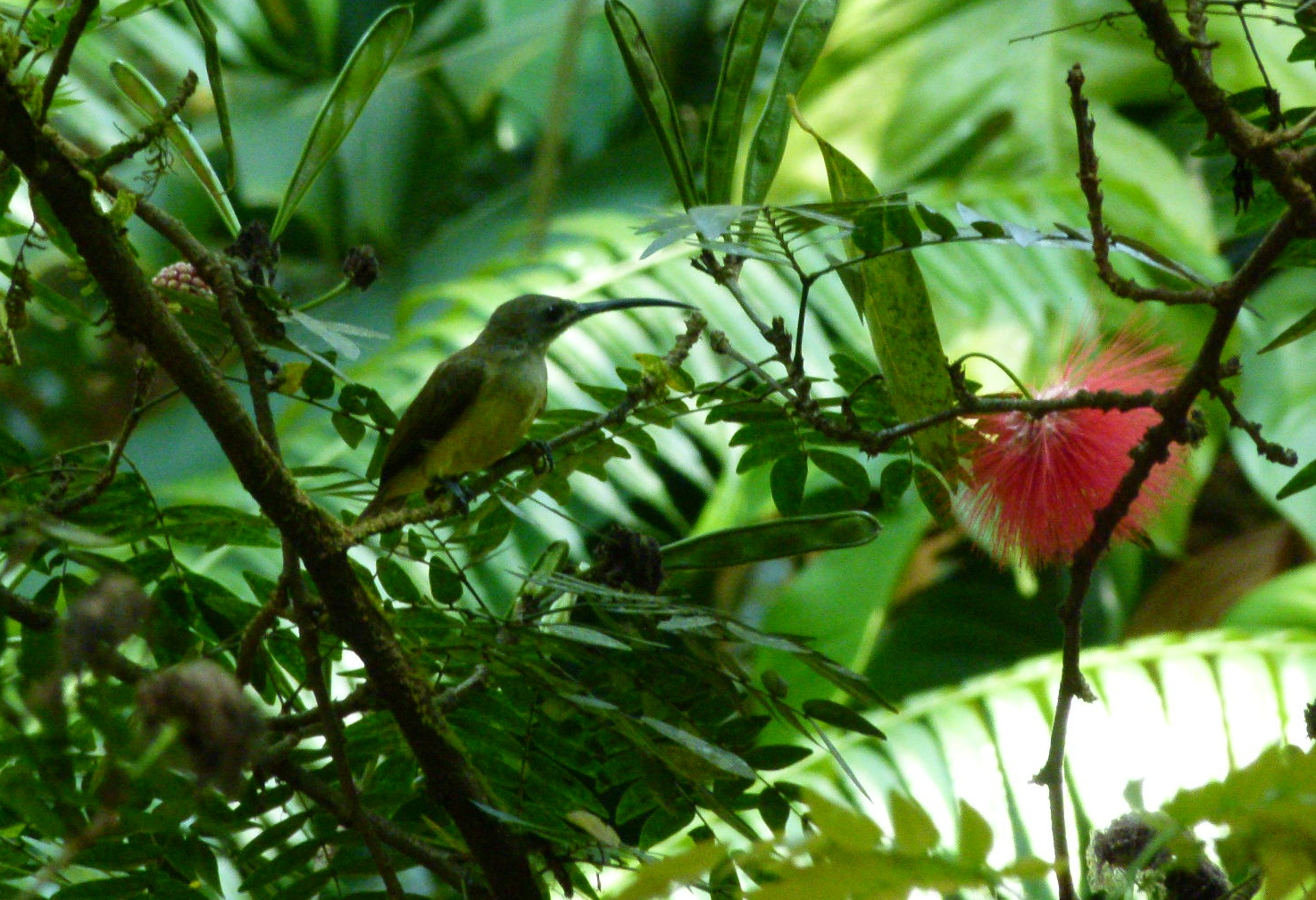
Kleine spinnenjager (foto gemaakt in Wynaad, India in 2012.

## Voorkomen en leefgebied
De kleine spinnenjager komt voor in een zeer groot gebied waarbinnen minstens 10 ondersoorten worden onderscheiden. De nominaat komt voor in India. Het verspreidingsgebied loopt verder door het Indisch Subcontinent, Indochina en de Indische Archipel. Twee ondersoorten die op de Filipijnen voorkomen worden op de IOC World Bird List als aparte soort beschouwd: de palawanspinnenjager (A. dilutior) en de mindanaospinnenjager (A. flammifera).

De ondersoorten:
- A. l. longirostra: van India, de centrale Himalaya tot zuidwestelijk China en westelijk Thailand.
- A. l. sordida: zuidelijk China, noordoostelijk Thailand en noordelijk Indochina.
- A. l. pallida: zuidoostelijk Thailand en centraal en zuidelijk Indochina.
- A. l. cinireicollis: Malakka en Sumatra.
- A. l. zarhina: Banyakeilanden.
- A. l. niasensis: Nias.
- A. l. prillwitzi: Java en Bali.
- A. l. rothschildi: noordelijke Natuna-eilanden.
- A. l. atita: zuidelijke Natuna-eilanden.
- A. l. buettikoferi: Borneo.

Het is een vogel van verschillende typen bos zoals regenwoud, heuvellandbos tot op een hoogte van 1200 m boven de zeespiegel, mangrovebos, secondair bos verder in agrarisch gebied met bananenplantages en bloemrijke tuinen en parken.

## Status
De kleine spinnenjager heeft een enorm groot verspreidingsgebied en daardoor alleen al is de kans op uitsterven uiterst gering. De grootte van de populatie is niet gekwantificeerd. Er is aanleiding te veronderstellen dat de soort in aantal stabiel blijft. Om deze redenen staat deze spinnenjager als niet bedreigd op de Rode Lijst van de IUCN.